# Zari Khoshkam
Zari Khoshkam (en persan : زری خوشکام), née le 29 décembre 1947 à Ispahan et morte le 17 mai 2024 à Téhéran,, est une actrice iranienne.

## Biographie
Zari Khoshkam est l'épouse d’Ali Hatami et mère de Leila Hatami. 

### Carrière
Zari Khoshkam a débuté par des cours de danse et de ballet. En 1971, elle joue dans son premier film, Une cabane à l'autre côté de la rivière d'Ahmad Shirazi de Film Farsi.
Après la révolution iranienne de 1979, ses activités sont restreintes à quelques apparitions dans trois films et une série télévisée.

## Filmographie sélective

### Films
- 1983 : Tehran Roozegar-e No (Téhéran, La nouvelles époque) d'Ali Hatami
- 1997 : Gehan Pahlavan Takhti (Takhti) d'Ali Hatami, et après son décès, repris par Behrouz Afkhami (un drame basé sur la vie de Gholamreza Takhti, un célèbre lutteur iranien)
- 2008 : Simay-e Zani Dar Dourdast (Portrait d'une femme lointaine) d'Ali Mossafa

### Séries télévisées
- 1975 : Soltan-e Sahabgharan d'Ali Hatami
- 1987 : Hezar Dastan d'Ali Hatami